# Yueosaurus tiantaiensis
Yueosaurus tiantaiensis es la única especie conocida del género extinto Yueosaurus de dinosaurio ornistisquio ornitópodo basal que vivió a mediados del período Cretácico, hace aproximadamente 101 a 96 millones de años entre el Albiense y el Cenomaniense, en lo que es hoy Asia. Fue descubierto en la provincia de Zhejiang, en China. Nombrado originalmente por Wenjie Zheng, Xingsheng Jin, Masateru Shibata, Yoichi Azuma y Fangming Yu en 2011 y la especie tipo es Yueosaurus tiantaiensis. El nombre de la especie se refiere al sitio de Tiantai, donde se descubrió el holotipo.
Yueosaurus es conocido a partir del espécimen holotipo ZMNH M8620, un esqueleto postcraneal parcial pero bien preservado que incluye vértebras cervicales, dorsales y caudales, la escápula, costillas, pelvis y huesos parciales de las extremidades. Fue recuperado en la localidad de Tiantai de la formación Liangtoutang, que data de las etapas del Albiense al Cenomaniense de finales del Cretácico Inferior y principios del Cretácico Superior. Yueosaurus representa el dinosaurio ornitópodo basal encontrado más al sur en Asia, y el primero de China. Se diferencia de otros ornitisquios por una combinación de características. Han et al. enontraron que era posible que Yueosaurus fuera un miembro de la familia Jeholosauridae o fuera un pariente cercano de esta.